# Frente Patriota 7 de Julio
Se conoce como Frente Patriota 7 de Julio o Movimiento 7 de Julio a un movimiento paramilitar subversivo costarricense de Nacionalismo costarricense que operó durante varios meses en la zona norte del país, y que saltó a la fama tras hacer viral un video haciendo un llamado a perpetrar un golpe de Estado contra el presidente de la República y los diputados. Los cabecillas del movimiento fueron rápidamente identificados por el Organismo de Investigación Judicial gracias a la tecnología de reconocimiento de locutores.
Según las pesquisas judiciales el líder de la agrupación y quien hablaría en el video es Álvaro Ramón Sequeira Mendiola alias "Capitán Carabina", activista político y excandidato a alcalde por el partido evangélico Renovación Costarricense quien también tiene historial delictivo, y el video habría sido grabado en la finca privada del expolicía Minor Masís Artavia, alias "Comandante Cobra", localizada en Río Cuarto de Alajuela, esto a pesar de que en el video Sequeira asegura que graban «desde la montaña». Masís fue condenado previamente por liderar el temible Comando Cobra que en los noventa habría cometido asesinatos y violaciones contra poblaciones indígenas talamanqueñas.

## Antecedentes
Según reportes de inteligencia, el grupo tiene más de un año de operar en la zona del Caribe costarricense, y estaría dividido en los sectores de Barra del Colorado y la frontera norte. Se sospecha que algunos de sus integrantes habrían estado previamente en la milicia paramilitar del exjefe de la Fuerza Pública José Fabio Pizarro, alias "Coronel Pizarro" quien creó la "Patrulla 1856" con la finalidad de "defender" la frontera con Nicaragua, pero que sería arrestado, procesado y condenado por narcotráfico ya que utilizaba la organización para asistir a organizaciones criminales en el trasego de droga.

## Video
El 7 de julio de 2019 la agrupación hizo público un video en redes sociales aprovechando una manifestación progubernamental realizada ese mismo día, y felicitando los focos de protestas sindicales y estudiantiles de los recientes días. Quien presuntamente sería Mendiola hace un llamado a la Fuerza Pública y a la población general a levantarse en armas contra el gobierno de Carlos Alvarado Quesada y los diputados de la Asamblea Legislativa de Costa Rica, amenazando con enviarlo al exilio de no renunciar voluntariamente.
El video fue condenado tanto por el presidente de la República, Carlos Alvarado Quesada, como por la primera fuerza de oposición el Partido Liberación Nacional. No obstante, otros como el abogado y excandidato presidencial Juan Diego Castro rechazaron la veracidad del video y acusaron al gobierno de estar detrás de él.

## Capturas y procedimientos judiciales
El gobierno de Costa Rica interpuso la denuncia oficial ante el Ministerio Público por los delitos de sedición y motín, contemplados en el Código Penal costarricense como acreedores de penas de hasta cuatro años de prisión. En un trabajo conjunto del Ministerio de Seguridad Pública dirigido por Michael Soto Rojas, la Dirección de Inteligencia y Seguridad dirigida por Eduardo Trejos Lalliy el Organismo de Investigación Judicial dirigido por Wálter Espinoza, se logró identificar por medio de la voz a los autores del video, quienes tenían historial delictivo. La agrupación se coordinaba por medio de un grupo de WhatsApp.
El video fue grabado en La Españolita de Santa Rita en una finca y centro cristiano denominado "La Trinidad" perteneciente a Masís y que se utilizaba como sede de encuentros religiosos.

### Investigaciones y condenas
Mendiola quien es conocido por los alias de "Capitán Carabina" y "Capitán Miguel" tiene una sentencia de doce años de cárcel por asociación ilícita, estafa y portación de armas ilegal. Su hijastro y co-imputado Jeffrey Gabriel Fernández Ramírez tiene antecedentes por privación de libertad, daños y tentativa de homicidio. Masís, quien suministró las premisas donde se reunían y en donde se encontraron explosivos, armas y drogas, fue condenado previamente por sus delitos como comandante del Comando Cobra que mató a dos campesinos indígenas y violó a dos mujeres de la misma etnia. Masís fue detenido estando en su propiedad junto a la activista pro-palestina costarricense Tatiana Gamboa Freer (prima del exmagistrado Celso Gamboa), que saltó a la fama por su expulsión de Israel. Gamboa no está incluida entre los sospechosos de pertenecer a la agrupación. Masís debió ser hospitalizado por problemas de salud producidos por la tensión durante el allanamiento y arresto.
A los sospechosos se les dictó tres meses de prisión preventiva como solicitada por la Fiscalía de Narcotráfico y Delitos Conexos. No fue hasta el 25 de enero del 2020 cuando Álvaro Ramón Sequeira y Minor Masís, a quienes fueron sentenciados a dos años de prisión por el delito de motín.